# Erlach (Rohrach)
Die Erlach ist ein über zweieinhalb Kilometer langer Bach im mittelfränkischen Landkreis Weißenburg-Gunzenhausen, der im Treuchtlinger Gemeindeteil Wettelsheim von links in die „Östliche“ Rohrach mündet.

## Verlauf
Die Erlach entsteht auf einer Waldflur an der Nordseite des Hahnenkamm-Höhenzuges neben der Kreisstraße WUG 5, etwa 400 m südwestlich von Falbenthal. Sie läuft erst links neben der Straße auf Falbenthal zu, tritt bald aus dem Wald und wechselt auf die rechte Straßenseite. Am Ortsrand knickt sie dann nach Osten ab und läuft in einem recht weiten Taltrog durch die Flur nach Wettelsheim, zuletzt wieder als Graben neben einem Feldweg. Dort mündet sie nach Durchlaufen eines etwa 0,2 ha großen Weihers im südwestlichen Siedlungsgebiet in die von Süden kommende Rohrach, die danach in östlicher Richtung durch den Ort weiterläuft.